# Битва на горі Тіфата
Битва на горі Тіфата — перша битва Громадянської війни 83-82 рр. до н.е, що велася в 83 році до нашої ери між силами оптимата Луція Корнелія Сулли та популяра консула Гая Норбана.
Битва велася поблизу гори Тіфата, відрогу Апеннін, біля річки Вультурнус, ще також відома як битва при Касілінумі. Місце битви свідчить про те, що Сулла рухався на Капую. Сили оптиматів очолювали Луцій Корнелій Сулла та Квінт Цецилій Метелл, тоді як популарів очолив Гай Норбан. Битва почалася, коли Сулла «негайно атакував» Норбана, хоча Веллей стверджує, що Норбан напав на Суллу.
Оскільки армія під проводом Сципіона наразі рухалася на підтримку Норбана, ймовірно, що Сулла зненацька напав на Норбана, перш ніж він зміг з'єднатися зі Сципіоном. Загалом армії Сципіона та Норбана налічували 100 000 у порівнянні з щонайбільше 40 000 під керівництвом Сулли.

## Передумови
Норбан був обраний консулом у 83 р. до н. е. разом з Луцієм Корнелієм Сципіоном Азіагеном , і вони організували армію, щоб спробувати зупинити похід Сулли, який щойно висадився в Брундізіумі зі своїми ветеранами та намагався згуртувати своїх союзників із фракції оптиматів проти фортеці. Римська столиця, під командуванням народу з кінця 87 р. до н.е. Сула послав емісарів, щоб спробувати обговорити умови перемир'я з Норбаном, але їх вигнали, коли з'ясувалося, що вони намагалися підкупити людей Норбана, які були в основному новобранцями.

## Хід подій
Весною 83 р. Сулла висадився у Брундузіумі.  Партія, що правила не була готова, а сенат оголосив, що Рим в небезпеці та вручив консулам диктаторську владу.  Сулла повільно рухався вперед, його армія поводилася зразково, і міста один за одним відчиняли йому ворота.   Значну допомогу надав Суллі молодий Гней Помпей, син нещодавно померлого Страбона, який, володів величезними маєтками на півдні Італії та користувався там великим впливом.
Нарешті Сулла рушив на північ.  Розбивши повністю при горі Тифата армію одного консула, він незабаром зійшовся і з іншою армією — і під час переговорів, які розпочав Сулла з консулом Сципіоном, який проводив цією армією, сенатське військо, що майже повністю перейшло до лав армії Сулли.  Однак сенат все ще думав боротися і до кампанії наступного року почав готуватись із більшою енергією.

## Наслідки
Як стверджує Аппіан:
Перша битва проконсулів з Норбаном була біля Касілінумі. У Норбана загинуло 6 000, у Сулли 70 чоловік; було багато поранених. Норбан відступив після цього в Капую»

## Плутарх про битву
А незадовго до переправи біля гори Тіфати у Кампанії серед білого дня з'явилися два величезні цапи; вони билися, відтворюючи всі рухи людей у бою. Але то було лише видіння: помалу піднімаючись від землі, воно розпливлося в повітрі, подібно до неясних тіней, і, нарешті, зникло. Через недовгий час на цьому самому місці, куди Марій-молодший і консул Норбан привели великі сили, Сулла, навіть не побудувавши і не розділивши військо на загони, але поклавшись на загальне наснагу і одностайний порив відваги, звернув ворогів у втеча і, перебивши сім тисяч, загнав Норбана до Капуї» 